# Finta Aba
Finta Aba (en húngaro: Aba Finta; ¿? – 1287) fue un noble húngaro del siglo XIII. Ocupó el cargo de Nádor de Hungría (julio de 1280- abril de 1281). Finta también fue voivoda de Transilvania antes de haber sido nombrado Nádor.

## Biografía
Finta era hijo del ispán David Aba (†1280), descendiente de la rama de Széplak de la familia Aba. Tuvo dos hermanos (Amadeo Aba, Nádor de Hungría, Pedro Aba juez del reino) y una hermana de nombre desconocido. Según las fuentes, Finta tuvo una hija de una esposa de nombre desconocido. Este noble aparece en las fuentes históricas húngaras entre 1275 y 1282.
A finales de 1277 y comienzos de 1278 Finta luchó al servicio del rey Ladislao IV de Hungría contra los nobles húngaros Rolando (hijo de Marcos) y Gregen Geregye. Estos ocuparon con su ejército la región comprendida entre Szepesség y Transilvania, pero fueron derrotados por Finta.
Entre otoño de 1278 y verano de 1280 fue voivoda de Transilvania, y por sus méritos recibió en 1279 la dirección de la provincia de Ung como recompensa. En enero de 1280, después de que Felipe, el embajador del Papa, fuera arrestado, Finta procedió contra su rey Ladislao IV que estaba teniendo serios enfrentamientos con la Iglesia católica y lo capturó. Aparte de su cargo de Nádor, Finta también fue juez de los cumanos e igualmente ispán de las provincias de Somogy y Sopron.
Cuando en 1281 fue despojado de sus honores por haber causado graves ofensas al rey capturándolo, Finta se alzó contra Ladislao IV, pero el monarca lo enfrentó en el campo de batalla y le dio muerte.